# Jordi Bruguera Talleda
Jordi Bruguera i Talleda (Barcelona, 1926-21 de junio de 2010) fue un lingüista español.

## Biografía
Licenciado en Filología románica por la Universidad de Múnich y en Filología catalana por la Universidad de Barcelona, ingresó en 1944 como monje en el monasterio de Montserrat. En 1952 fue ordenado presbítero y 34 años después se secularizó, en 1986. Fue director de la editorial Abadía de Montserrat entre 1954 y 1961, y director literario de La Biblia de Montserrat (1957-70), encargándose también de la traducción de algunos libros bíblicos. Fue miembro de la Asociación Internacional de Lengua y Literatura Catalanas y de la Sociedad de Lingüística Románica. A lo largo de su vida, ejerció la docencia como profesor de catalán en el Monasterio de Montserrat, en la Universidad Autónoma de Barcelona (1984-85) o como profesor del Instituto Católico de Estudios Sociales desde 1976. Entre 1986 y 2003, fue asesor lingüístico del Grupo Enciclopedia Catalana. Destacó por la publicación de Historia del léxico catalán, publicado en 1985.

## Publicaciones

### Lingüística
- Història del lèxic català, Barcelona: Enciclopèdia Catalana, 1985
- Homilies d'Organyà. Introducció i versió adaptada al català modern i glossari, Barcelona: Fundació Revista de Catalunya, 1989
- Diccionari ortogràfic i de pronúncia Barcelona : Enciclopèdia Catalana, 1990 [moltes reedicions i reimpressions]
- Llibre dels fets del rei En Jaume. Estudi filològic i lingüístic i vocabulari integral; text i glossari (tesi doctoral en 2 volums, 1991)
- Diccionari etimològic (amb la col·laboració d'Assumpta Fluvià i Figueras), Barcelona: Enciclopèdia Catalana, 1996
- Diccionari de dubtes i dificultats del català (amb la col·laboració de Josep Torras), Barcelona: Enciclopèdia Catalana, 2000
- Diccionari de la formació de mots, Barcelona: Enciclopèdia Catalana, 2006
- Introducció a l'etimologia, Barcelona: Societat Catalana de Llengua i Literatura, 2008

### Otros
- "Qüestions de vida cristiana". Setze anys d'una reflexió cristiana a Catalunya (1974)